# シヌクレイン
シヌクレイン（英: synuclein）は、脊椎動物に共通して存在するタンパク質ファミリーであり、主に神経組織や特定の腫瘍で発現している。
シヌクレインという名称は、"synapse"（シナプス）と"nucleus"（神経核）の合成語であり、シビレエイの発電器官のelectromotor nucleusと呼ばれる神経核のシナプスで初めて発見されたことに由来する。

## ファミリーのメンバー
シヌクレインファミリーには、α-シヌクレイン、β-シヌクレイン、γ-シヌクレインの3つの既知のメンバーが含まれる。常染色体優性型パーキンソン病のいくつかの家系でα-シヌクレインの変異が発見されたことで、シヌクレインファミリーに大きな関心が寄せられることとなった。
全てのシヌクレインには共通して、αヘリックスからなる高度に保存された脂質結合モチーフが存在し、このモチーフは交換性アポリポタンパク質（exchangeable apolipoprotein）のクラスA2脂質結合モチーフ（class A2 lipid-binding motif）と類似している。シヌクレインファミリーのメンバーは脊椎動物以外には存在しないが、植物のLEAタンパク質との構造的類似性が一部にみられる。
- α-シヌクレイン（ヒトではSNCA遺伝子）InterPro（英語版）: IPR002460
- β-シヌクレイン（英語版）（SNCB遺伝子）InterPro（英語版）: IPR002461
- γ-シヌクレイン（英語版）（SNCG遺伝子）InterPro（英語版）: IPR002462

## 機能
どのシヌクレインタンパク質に関しても、正常な細胞での機能は明らかにされていない。一部のデータからは、膜の安定性やターンオーバーの調節に関与していることが示唆されている。α-シヌクレインの変異は早発性家族性パーキンソン病と関係しており、パーキンソン病、レビー小体型認知症やその他の神経変性疾患ではα-シヌクレインの異常な凝集体が形成されている。脳腫瘍におけるγ-シヌクレインの発現は、腫瘍のプログレッションのマーカーとして利用される。